# Casco Viejo
Casco Viejo (hiszp. Stare Miasto), znane także jako Casco Antiguo lub San Felipe – historyczne i zabytkowe centrum Panamy.
Zostało zbudowane w 1673 roku, w odległości ok. 8 km od pierwotnej siedziby miasta Panama - Panamá Viejo, zniszczonej w 1671 roku przez walijskiego bukaniera Henry'ego Morgana. Casco Viejo zostało w 1997 roku wpisane na listę obiektów światowego dziedzictwa UNESCO.

## Główne zabytki
- La Catedral Metropolitana
- El Palacio de las Garzas, siedziba Prezydenta Panamy
- Kościół i klasztor Franciszkanów
- Kościół pw. Św. Józefa
- Kościół La Merced
- Kościół i klasztor Dominikanów: znajduje się w nim tzw. płaski łuk
- Kościół i klasztor Jezuitów
- Palacio Municipal
- Palacio Nacional
- Teatr Narodowy
- Muzeum Kanału Panamskiego
- Palacio Bolívar
- Góngora House
- Plaza Bolívar
- Plaza Herrera
- Plaza de Francia
- Plaza de la Independencia

## Galeria

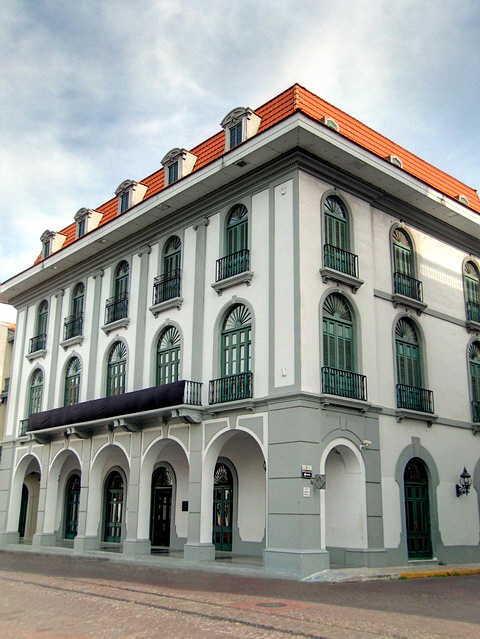
Muzeum Kanału Panamskiego
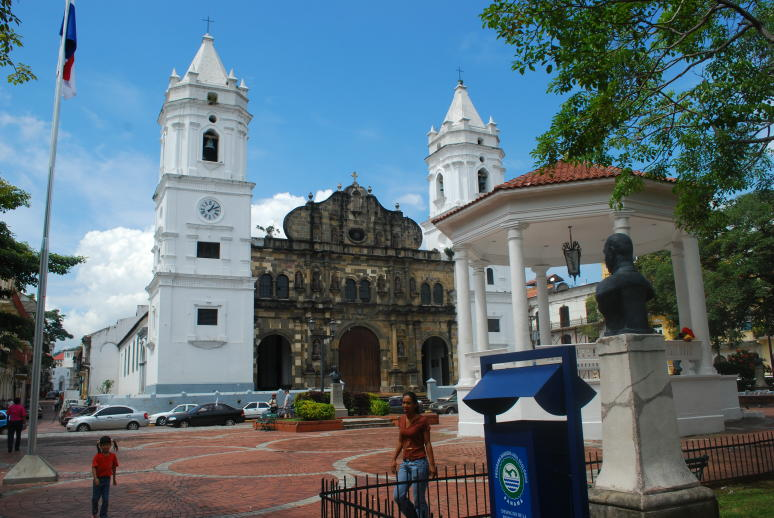
Plaza de la Independencia
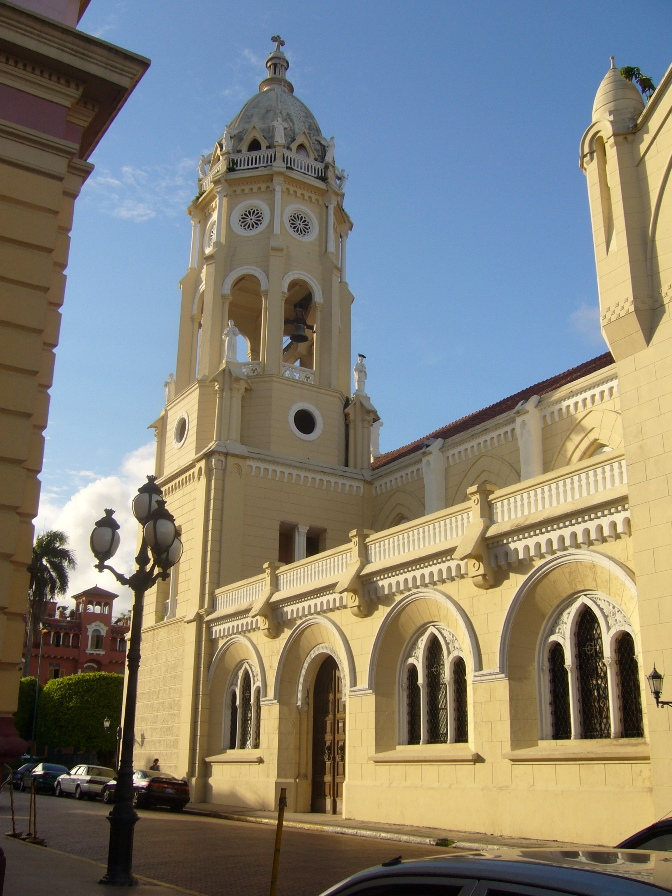
Kościół Franciszkanów
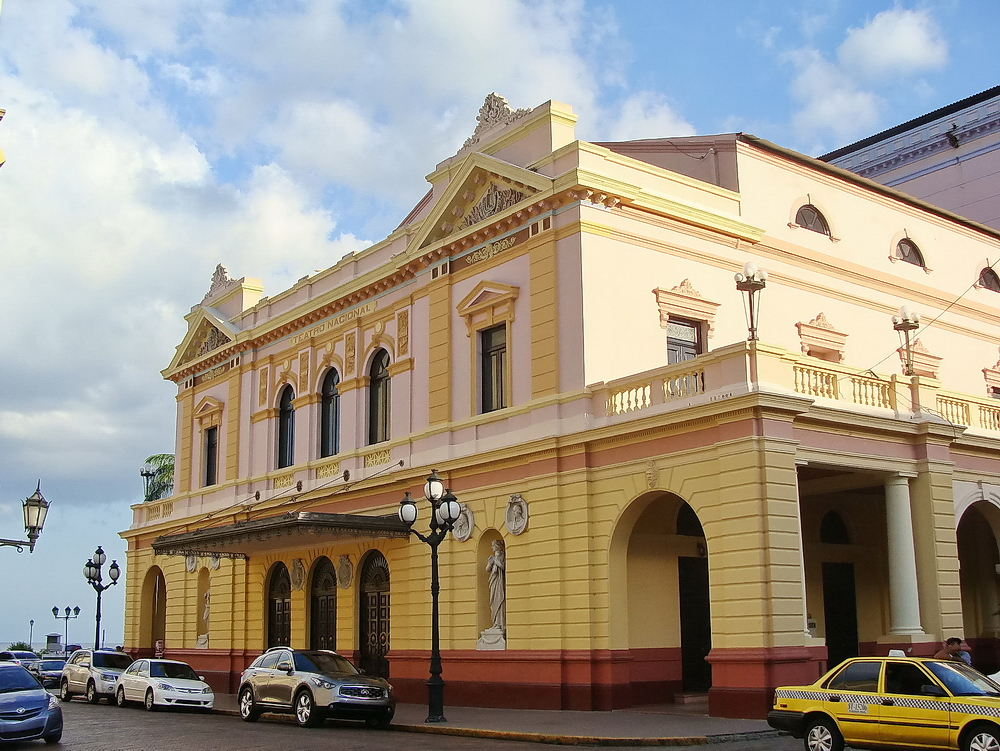
Teatr Narodowy
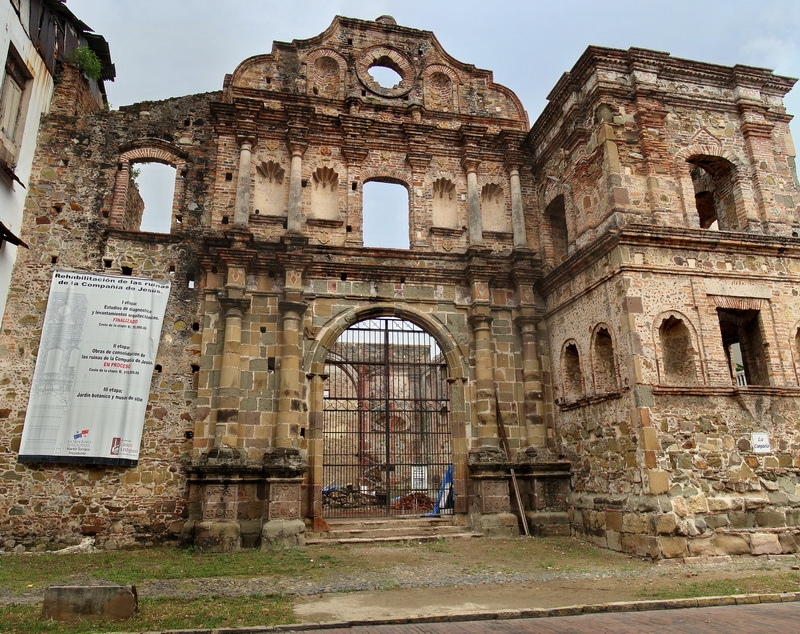
Kościół i klasztor Jezuitów
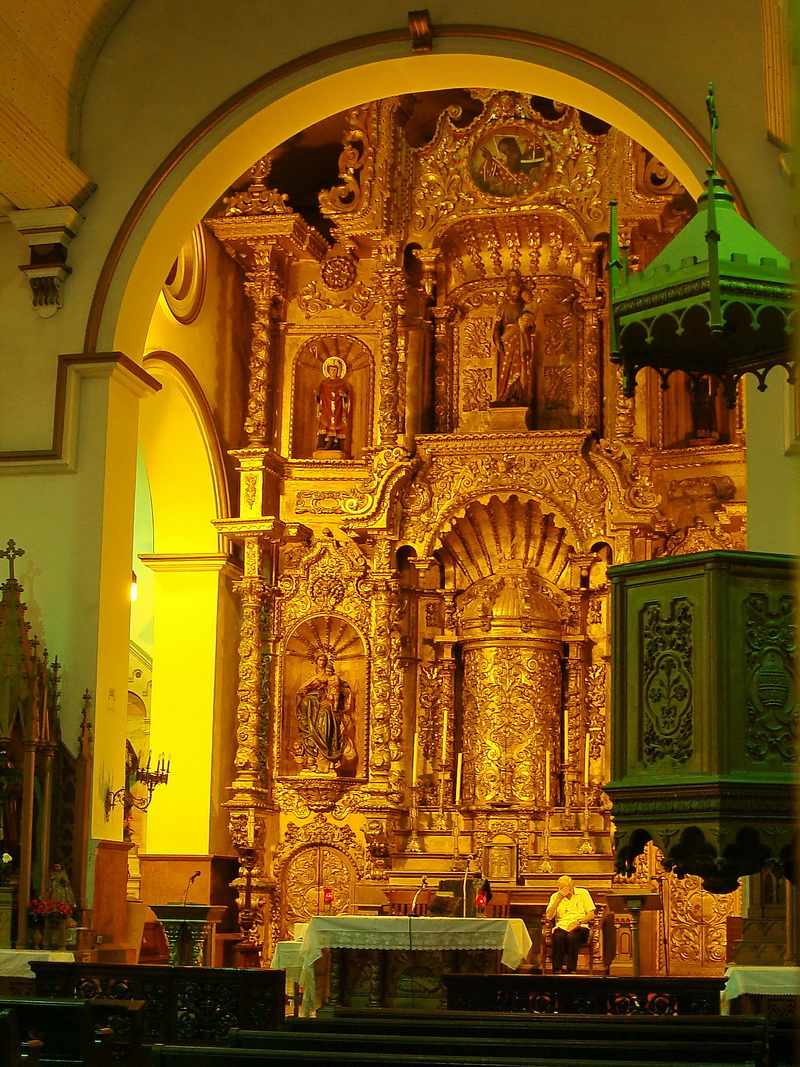
Kościół pw. Św. Józefa
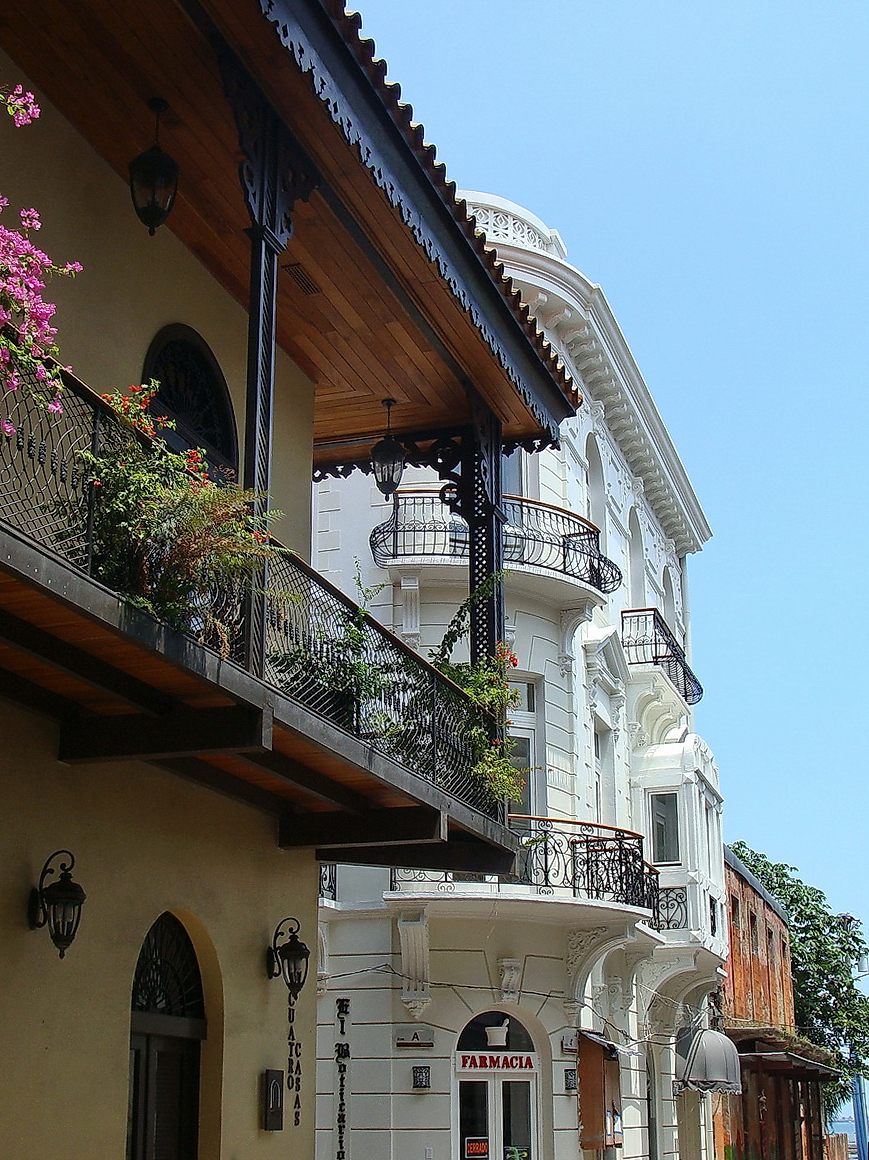
Zabytkowe domy w Casco Viejo